# Ludovico Di Meo
Ludovico Di Meo (Roma, 26 agosto 1959 – Roma, 29 gennaio 2023) è stato un giornalista, autore televisivo e dirigente d'azienda italiano.

## Biografia
Dipendente RAI dall’età di 25 anni e giornalista professionista dal 1988, fu autore di vari programmi televisivi, tra cui Unomattina, da lui anche condotto. Ricoprì poi il ruolo di vicedirettore di Rai 1 e vicedirettore del TG2.
L'11 settembre 2001 annunciò la notizia degli attentati alle Torri Gemelle durante un'edizione straordinaria del TG1.
Il 14 gennaio 2020 fu nominato direttore di Rai 2 e della direzione Cinema e serialità della TV di Stato.
Il 9 settembre 2021 fu designato direttore generale di San Marino RTV, in quanto consociata Rai. Il suo mandato entrò in vigore il 1º dicembre 2021 e durò fino alla morte, avvenuta a Roma il 29 gennaio 2023 all'età di 63 anni. Era stato da poco dimesso dall'ospedale nel quale era stato sottoposto a un intervento alle coronarie.